# Terminalia superba
Pour les articles homonymes, voir limba.
Espèce
Classification phylogénétique
Terminalia superba, le fraké ou limba, est une espèce de plantes à fleurs de la famille des Combretaceae. C’est un arbre tropical originaire d'Afrique. On le trouve en Angola, au Cameroun, en République du Congo, en République démocratique du Congo, en Côte d'Ivoire, au Gabon, au Ghana, en Guinée, en Guinée-Bissau, en Guinée équatoriale, au Libéria, au Nigeria et en Sierra Leone.
Elle possède des propriétés antihypertensives.